# 矢作麗
矢作 麗（やはぎ れい、1989年1月14日 – ）は、日本のフリーアナウンサー、競馬ライター。
滋賀県出身。父は調教師の矢作芳人。夫は元騎手で調教師の田中克典。弟は矢作克人。

## 人物
- 京都女子大学現代社会学部・現代社会学科卒業。在学中の2010年、ミス京都女子大学に選出される。
- パートナーズ・プロに所属し、主に関西を中心にテレビ番組のレポーターなどに出演。また実父が中央競馬調教師の矢作芳人[1]であることから、競馬関連番組・イベントにもコメンテーターとして参加している。
- 2020年10月31日、調教師の田中克典との結婚を発表[2]。

## 主な出演番組

### テレビ
- 読売テレビ MONOモノ倶楽部（リポーター）
- 西はりま・サタデー9
- 出会いの街西宮
- グリーンチャンネル中央競馬中継（関西地区のパドック実況アシスタント）

### ラジオ
- GOGO競馬サタデー!・GOGO競馬サンデー!（司会アシスタント）- 2020年12月26日の「GOGO競馬サタデー!」の放送を最後に降板。

### イベント
主に関西で行われるG1競走のレース展望イベントの解説者として、
- 秋華賞記者対抗勝ち馬予想会
- 菊花賞トークイベント
- 朝日杯フューチュリティステークスレース展望・回顧